# Девечка, Душан
Душан Девечка (словац. Dušan Devečka; род. 19 июня 1980 года, Липтовски-Микулаш, Чехословакия) — бывший словацкий хоккеист, игравший на позиции защитника.

## Карьера
Воспитанник хоккейной школы ХК «32 Липтовски Микулаш». Выступал за ХК «32 Липтовски Микулаш», ХК «Попрад», «Дукла» (Йиглава), «Слован» (Братислава).
В составе национальной сборной Словакии провел 8 матчей. В составе молодежной сборной Словакии участник чемпионата мира 2000.

## Достижения
- Чемпион Словакии (2007, 2008).